# Michael Zerner
Michael Charles Zerner (1 de janeiro, 1940 – 2 de fevereiro de 2000) foi um teórico químico americano, professor da Universidade de Guelph , de 1970 a 1981 e na Universidade da Flórida, de 1981 a 2000. Zerner recebeu seu Ph. D. sob a supervisão de Martin Gouterman em Harvard, trabalhando com a espectroscopia de porfirinas. Ele concebeu e escreveu um programa de química quântica, conhecida como BIGSPEC ou ZINDO, para o cálculo de espectros eletrônicos de grandes moléculas. Em 1996 Zerner foi diagnosticado com câncer de fígado, e morreu em 2 de fevereiro de 2000, deixou sua esposa e duas crianças.